# Hillwell

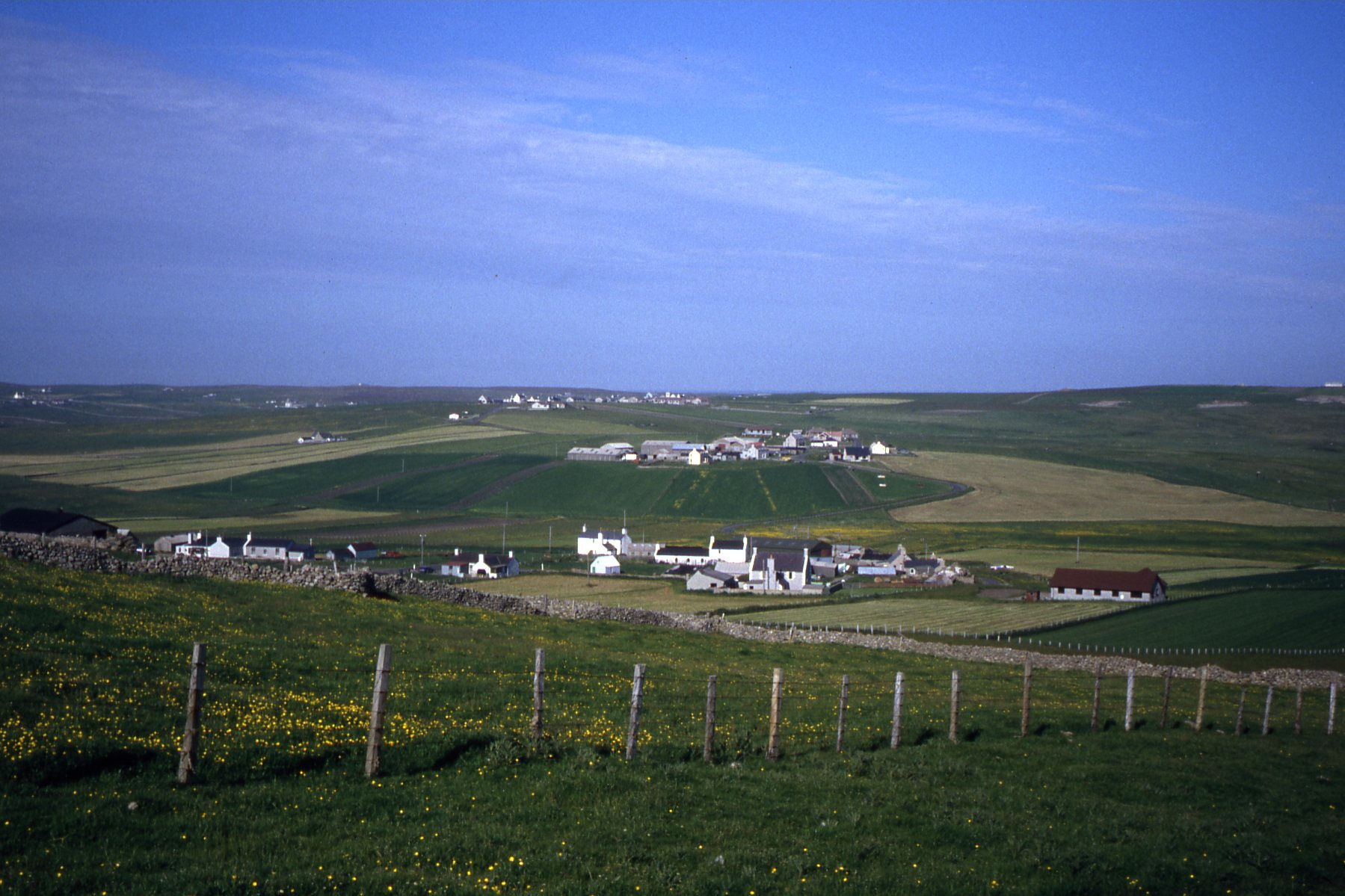
Blick auf Hillwell (vorne) und Ringasta

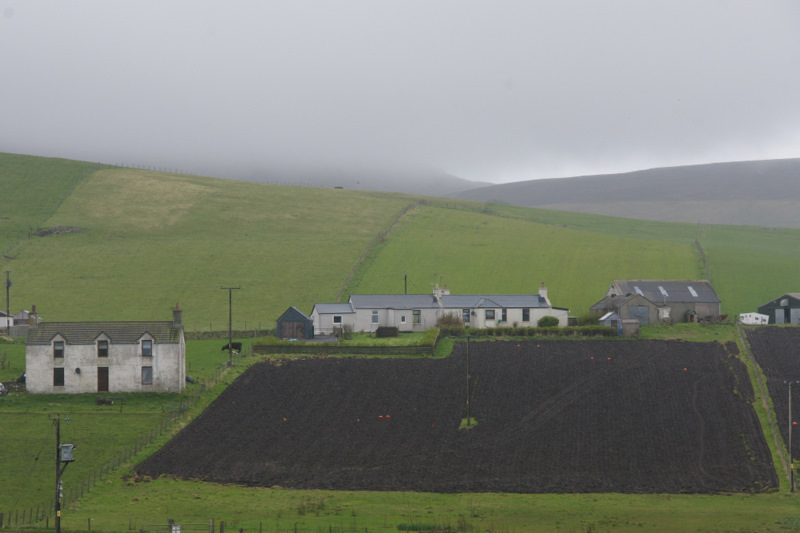
Häuser von Hillwell

Hillwell ist eine Ortschaft, die in Schottland im Süden der Shetlandinseln liegt.

## Geographie
Hillwell liegt im Südwesten von Mainland im ländlichen Raum um Dunrossness. Weitere Ortschaften in der Nähe sind Quendale im Süden, Noss im Nordwesten, Longfield im Nordosten und Ringasta im Osten. Zur Bay of Quendale sind es anderthalb Kilometer im Süden, zum Flughafen Sumburgh vier Kilometer im Südosten.

## Historisches
Im Rahmen der historischen Gliederung Schottlands in Civil Parishes zählt Hillwell zu Dunrossness.